# Кубок Іспанії з футболу 1915
Кубок Іспанії з футболу 1915 — 15-й розіграш кубкового футбольного турніру в Іспанії. Титул вдруге поспіль здобув Атлетік (Більбао). 

## Календар
| Раунд      | Дата                    | Матчі | Клуби |
| ---------- | ----------------------- | ----- | ----- |
| 1/2 фіналу | 11-18/19-25 квітня 1915 | 4     | 4 → 2 |
| Фінал      | 2 травня 1915           | 1     | 2 → 1 |

## 1/2 фіналу
| Команда 1           | Заг. | Команда 2         | 1-й матч | 2-й матч |
| ------------------- | ---- | ----------------- | -------- | -------- |
| 11/19 квітня 1915   |      |                   |          |          |
| Сосьєдад Хімнастіка | 2:6  | Еспаньйол         | 2:3      | 0:3      |
| 18/25 квітня 1915   |      |                   |          |          |
| Фортуна (Віго)      | 1:5  | Атлетік (Більбао) | 0:0      | 1:5      |

## Фінал
| 2 травня 1915 |

| Атлетік (Більбао)                                        | 5:0      | Еспаньйол |
| -------------------------------------------------------- | -------- | --------- |
| Пічічі 4' (пен.), 43', 60' Субісаррета 69' Ечеваррія 70' | Протокол |           |

| Амуте, Ірун Глядачів: 5 000 Арбітр: Вальтер Ерманн |